# Wilhelm Dörpfeld
Wilhelm Dörpfeld (sau Doerpfeld) (n. 26 decembrie 1853 - d. 25 aprilie 1940) a fost un arheolog german.
Este considerat unul dintre pionierii stratigrafiei și al proiectelor arheologice bazate pe documentare grafică.
Una dintre cele mai valoroase lucrări ale sale o constituie explorarea sitului arheologic din zona mediterană datat în Epoca Bronzului, unde se aflau așezări ca Tiryns și Troia (azi Hisarlık), unde a continuat săpăturile întreprinse de Heinrich Schliemann.

## Biografie

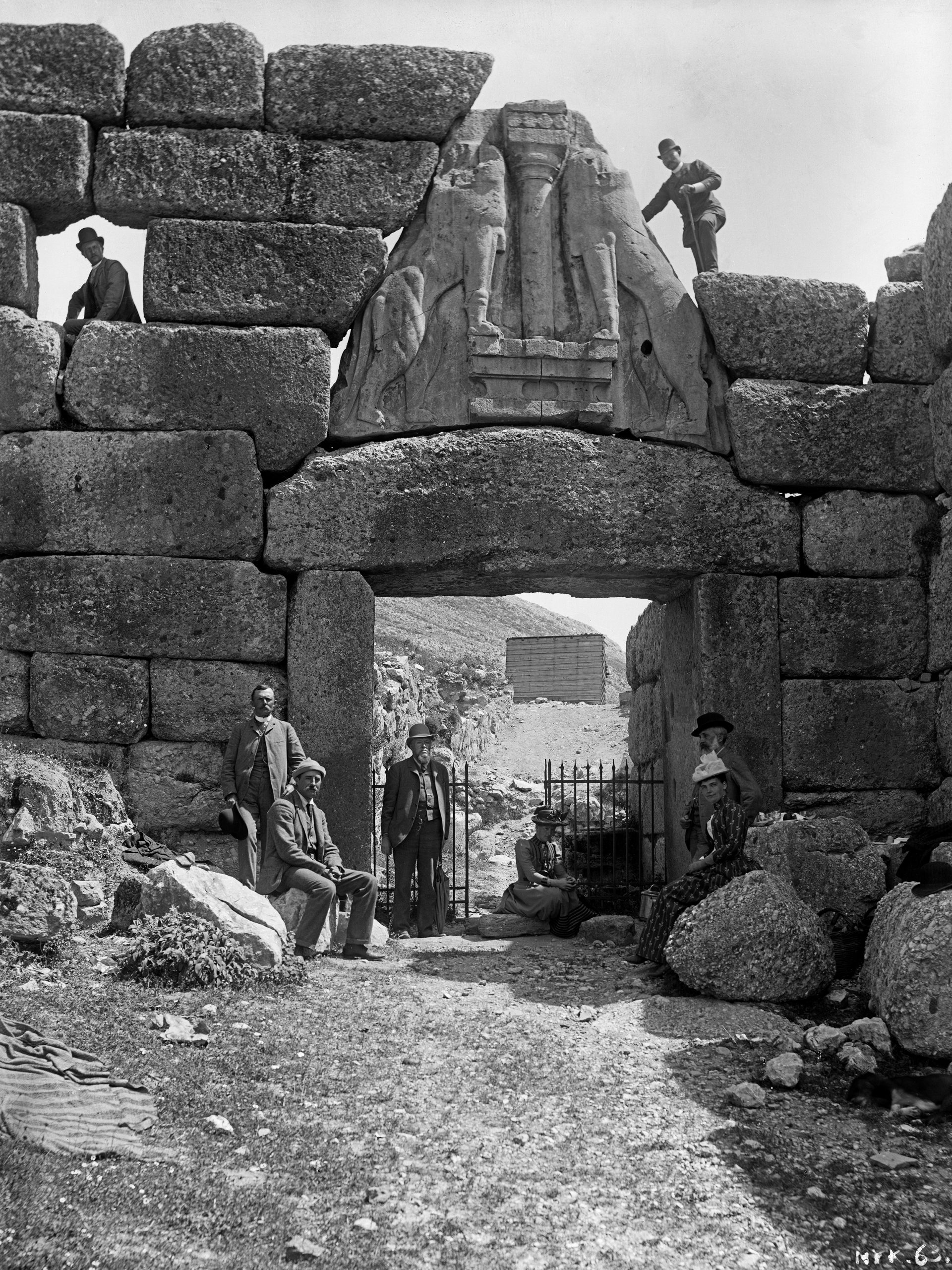
Wilhelm Dörpfeld şi Heinrich Schliemann la Poarta Leilor din Micene

### Situl arheologic Olympia
S-a născut la Bamen (în apropiere de Düsseldorf) ca fiu al pedagogului Friedrich Wilhelm Dörpfeld.
În 1872, este absolvent al gimnaziului umanist din Elberfeld, care astăzi îi poartă numele.
În perioada 1873 - 1876, studiază arhitectura Greciei antice la Academia de Arhitectură Bauakademie din Berlin.
În 1877, la recomandarea arheologului Friedrich Adler, devine asistentul lui Richard Bohn care, alături de Ernst Curtius și Friedrich Adler, efectua săpături în situl Olympia, lucrare inițiată in 1874 și prin care se recuperau vestigiile Jocurilor Olimpice antice.

### Colaborarea cu Schliemann
Dörpfeld revine în Berlin și își continuă studiile iar în 1878, la numai 25 de ani, devine director tehnic în cadrul Institutului German de Arheologie de la Atena (Deutsches Archäologisches Institut).
După încheierea lucrărilor de excavații de la Olympia, în 1882, este cooptat de Heinrich Schliemann pentru continuarea săpăturilor la ruinele vechiului oraș Troia.
Dörpfeld duce la bun sfârșit aceste lucrări, chiar și după moartea lui Schliemann, și reușește să găsească semnificația clară a tuturor vestigiilor numeroase găsite acolo.

### Locul de veci
Este ingropat in Grecia, pe insula Lefkada, la cativa kilometri de orasul Nidri, in Geni.Pe cavoul de piatra expus in aer liber, stau inscriptionate:"Wilhelm Dörpfeld, * 26.XII.1853, + 25.IV.1940".Acesta se gaseste la cateva sute de metri de Biserica din Geni, de unde se poate vedea o alta insula celebra, cea a magnatului Onassis.